# Macromitrium oblongum
Macromitrium oblongum là một loài Rêu trong họ Orthotrichaceae. Loài này được (Taylor) Mitt. mô tả khoa học đầu tiên năm 1869.